# Zoo TV Tour
Zoo TV Tour (обозначается также ZooTV, ZOO TV или ZOOTV) — концертный тур ирландской рок-группы U2, начатый в 1992 году в поддержку альбома Achtung Baby и продлившийся вплоть до конца 1993 года. Zoo TV разделяется на пять этапов: Северная Америка, Европа, Северная Америка («Outside Broadcast»), Европа («Zooropa») и Австралазия («Zoomerang/New Zooland»). Тур стал основополагающей вехой творчества группы на целое десятилетие.
С целью подчеркнуть новое музыкальное направление, которое группа выбрала для Achtung Baby, концепция тура сознательно отстранялась от всего того, что группа делала ранее, и была рассчитана на то, чтобы запутать зрителей. В отличие от свойственной для ранних U2 простой сцены с минимумом эффектов, Zoo TV Tour представлял собой грандиозное мультимедийное представление, высмеивающее телевидение и СМИ и вызывающее у аудитории эффект «сенсорной перегрузки».
Сцена Zoo TV включала десятки больших видеоэкранов, транслировавших случайные телепрограммы, фрагменты видеоклипов из поп-культуры, а также различные визуальные эффекты и случайные текстовые фразы. Во время шоу происходили различные спутниковые включения, просмотр телеканалов, телефонные розыгрыши и даже видеоисповеди. Желая уйти от статуса чересчур серьёзной группы, U2 использовали ироничные и карикатурные образы; на сцене Боно воплощал специально придуманных для тура персонажей: The Fly, Mirror Ball Man и MacPhisto. Во время этого тура U2 начинали концерт с 6—8 новых композиций и только потом переходили к более старому материалу, давая почувствовать перемену в их творчестве.
Zoo TV Tour начался 29 февраля 1992 года в американском штате Флорида и закончился 10 декабря 1993 года в Токио; за это время было проведено 157 шоу. Первые четыре этапа тура проходили в Северной Америке и Европе; в заключительном этапе U2 отправились в Австралазию и Японию. Первые две этапа группа выступала на относительно небольших аренах; впоследствии формат выступлений был увеличен до уровня стадионов. Всего было продано около 5,3 миллиона билетов.
Тур вызвал широкий диапазон реакций со стороны критиков и в целом был воспринят положительно.
Во время тура был записан альбом Zooropa, который полностью соответствовал идеям Zoo TV, и песни с которого были включены в регулярный сет-лист. В октябре 1992 года вышло видео Achtung Baby: The Videos, the Cameos, and a Whole Lot of Interference from Zoo TV — сборник из видеоклипов, документальных съёмок и прочего материала, имевшего отношение к туру. Один из заключительных концертов Zoo TV был записан на плёнку и вышел под названием Zoo TV: Live from Sydney; за это видео группа получила «Грэмми».
Zoo TV называют одним из самых амбициозных и запоминающихся туров в истории рок-музыки. В 2002 году журнал Q охарактеризовал его как «самый захватывающий рок-тур, проведённый какой-либо группой».

## Идея

### Предпосылки
Альбом U2 1987 года The Joshua Tree и последовавший за ним одноимённый тур принесли коллективу признание критиков и большой коммерческий успех, особенно в Соединённых Штатах. Как и предыдущие туры U2, Joshua Tree Tour был минималистичным и строгим, а в своих песнях группа говорила о политических и социальных проблемах. К началу 90-х годов U2 заработали репутацию увлечённой и серьёзной группы, что послужило поводом для насмешек, особенно после выхода фильма и одноимённого альбома Rattle and Hum. Фильм, в котором группа путешествует по Америке и исследует корни американской музыки, был раскритикован за вычурность и помпезность, а группу обвинили в напыщенности и самодовольности. Их тур 1989 года Lovetown Tour обошёл стороной Соединённые Штаты, а ближе к концу тура Боно объявил, что это «конец чего-то важного для U2» и что «мы должны уйти и… выдумать всё это снова», предвещая изменения в истории группы.

### Концепция
Первые идеи о Zoo TV появились во время Lovetown Tour. U2 были заинтригованы форматом утреннего радиовещания «утренний зоопарк» («англ. morning zoo»).
Дикие выходки morning zoo вдохновили U2 на идею подпольной радиостанции для концертного тура. Также они были заинтересованы в использовании видео как средства стать более незаметными для аудитории.
«Сейчас происходит битва (или любовная интрижка) между торговлей и искусством, и рок-н-ролл - в центре происходящего».
Группа обдумывала эти идеи в конце 1990 года во время записи Achtung Baby в Берлине в студии Hansa Studios. Они смотрели по телевизору освещение войны в Персидском заливе по каналу Sky News — единственный доступный в Берлине телеканал на английском языке. Устав слушать о военном конфликте, они переключились на «плохие немецкие мыльные оперы» и рекламные ролики автомобилей. В итоге группа решила, что кабельное телевидение стёрло границу между новостями, развлечениями и рекламой.
Такой вид сочетания несочетаемого вдохновил U2 и сопродюсера Achtung Baby, Брайана Ино, создать «аудиовизуальное шоу», показывающее быстро сменяющие друг друга онлайн- и записанные ролики на мониторах.
Ино, прописанный в программе тура как автор концепции отображаемых на сцене видеороликов,
так описывал своё видение тура: «идея декораций и реквизита с большим количеством различных видеоисточников с целью создания хаоса нескоординированного материала была моей… Идея отказаться от видео как средства более лёгкого способа видеть группу на сцене и, напротив, затенить их на фоне информационной сети».
Во время перерыва в работе над альбомом в феврале 1991 года U2 встретились с дизайнером Вилли Уильямсом. Уильямс работал над оформлением тура Дэвида Боуи «Sound+Vision Tour», в котором применялись различные видеоэффекты, и мечтал «вознести концертное рок-видео на уровень, о котором нельзя и мечтать». Уильямс ознакомился со студийными наработками U2, навеянными альтернативным роком, индастриалом и электронной танцевальной музыкой. Также ему предложили использовать «Трабант» в качестве символа падения коммунизма. Уильямс отмечает, что их тяга к этому автомобилю была «очень, очень странной», но, тем не менее, включил его в элементы оформления тура, а именно — задействовал их в качестве системы освещения, подвесив их к потолку сцены.
14 июня 1991 года на первом всеобщем деловом собрании с участием менеджера группы Пола Макгиннесса Уильмс презентовал свои идеи системы освещения «трабантами» и размещения экранов по всей сцене, которые были одобрены. Идея Ино заключалась в том, чтобы мониторы находились в постоянном движении, хотя это было непрактично. Было предложено много идей, например, «Безумие Автострады», о размещении на сцене рекламных щитов с реальными товарами. Другая идея заключалась в создании гигантской куклы «achtung baby» с надувным пенисом, которая обрызгивала бы аудиторию, однако её сочли слишком дорогостоящей.
К августу был создан прототип «Трабанта» с модифицированным осветительным оборудованием. Над созданием сцены Уильямс провёл большую часть 1991 года. Художница Кэтрин Оуэнс при поддержке басиста U2 Адама Клейтона пригласила художников из Северной Америки и Европы для разработки изображений, которые будут отображаться на экранах. Среди этих людей были Марк Пеллингтон, Дэвид Войнарович, а также группа Emergency Broadcast Network, осуществлявшая контроль за всеми аудио- и видеоматериалами. Пеллингтон работал над превращением текстовых фраз в визуальную картинку, вдохновляясь опытом работы с художницей Дженни Хольцер.
Идея была воплощена в жизнь с выходом первого сингла с Achtung Baby, «The Fly». За время записи альбома и хода тура Боно собрал внушительное количество фраз.
13 ноября было утверждено название «Zoo TV Tour». «Трабанты» были закуплены в Восточной Германии на закрывшейся фабрике в Хемнице, и в январе 1992 года Оуэнс приступила к оформлению автомобилей. По её словам, «основная идея состояла в том, чтобы изображения не имели никакого отношения к самим автомобилям». За окраску автомобилей отвечали Уильямс и чилийский художник Рене Кастро.

### Оформление сцены
Оформление сцены разработано дизайнером Вилли Уильямсом. В отличие от свойственной для ранних U2 простой сцены с минимумом эффектов, сцена Zoo TV представляла собой сложный комплекс, предназначенный вызвать у аудитории эффект «сенсорной перегрузки». Помимо самих участников группы, гигантские видеоэкраны показывали телевизионные передачи (транслируемые специальным спутником), видеовставки и текстовые фразы, оформленные под таблоиды и небрежно мелькавшие на сцене. Использование группой такого рода технологий означало как принципиально новый подход к форме, так и свидетельство распространения культа технологии.

«Мы хотели сделать что-то такое, чего ещё никто не делал, используя ТВ, текст и изображения. Это был очень большой и дорогостоящий проект. Мы позволили себе увлечься новыми технологиями.»— Ларри Маллен
Во время Zoo TV Tour использовалось несколько вариантов сцены. Первые два этапа тура проходили в закрытых помещениях и использовали самый малый из наборов оформления, включая 4 гигантских экрана Vidiwall фирмы Philips; 6 «трабантов» над сценой; 36 телевизионных мониторов и Б-сцену — небольшую платформу перед главной сценой, соединявшуюся с ней рампой. Седьмой «трабант» над Б-сценой использовался как кабина для диджея и дискотечный шар. Для переоборудования сцены для третьего этапа тура, «Outside Broadcast», под стадионный формат, Уильямс сотрудничал с театральными художниками Марком Фишером и Джонатаном Парком (оба работали над оформлением Steel Wheels Tour The Rolling Stones). Новая сцена размерами 76×24 м была дополнена четырьмя экранами большего размера. Уильямс столкнулся с трудностями при проектировании наружной системы освещения, так как крыши теперь не предусматривались. Он остановился на размещении световых приборов в структуре сцены позади группы. Внешний вид сцены вызывал ассоциацию с небоскрёбами будущего и работами писателя-фантаста Уильяма Гибсона. Шпили, установленные на сцене, напоминали башни и были настолько высоки, что Федеральное управление гражданской авиации США потребовало, чтобы они были снабжены маячками. Б-сцена размещалась в конце подиума длиной 46 м. Звуковая аппаратура включала 176 динамиков, 312 46-сантиметровых сабвуферов, 592 динамиков средней мощности, 18 прожекторов, 26 микрофонов, две камеры Betacam, две 8-миллиметровые камеры и 11 «трабантов», подвешенных на кранах. Сцена, использовавшаяся в 1993 году, была скромнее из-за ограниченного бюджета: пришлось отказаться от «трабантов» на кранах; было оставлено три, подвешенных над барабанной установкой. Проекционные экраны были заменены «видеокубами», поскольку изображения оказались недостаточно яркими для европейских летних ночей, когда дневной свет остаётся до глубокого вечера.
Построенная специально для тура телевизионная диспетчерская студия стоила 3,5 миллиона долларов. Под сценой видеодиректор управлял специальной установкой CD-i, сделанной под заказ фирмой Philips. Использовалось 5 телевизионных камер, 12 LaserDisc-плееров и спутниковая антенна, обслуживаемые двумя станциями.
Несмотря на сложность задействованного оборудования, U2 ставили приоритетом гибкость и содержательность шоу. По словам Эджа, «одним из наиболее важных решений, которые мы приняли в самом начале, было не жертвовать нашей гибкостью, то есть мы проектировали сложную систему с использованием высоких технологий, но в то же время практичную, управляемую людьми… в этом смысле это тоже живое выступление».
Эта гибкость пригодилась при импровизациях и отклонениях от программы.
Брайан Ино советовал группе смонтировать видеоролики таким образом, чтобы при необходимости они могли быть отредактированы и продлены, вместо того чтобы полагаться на фиксированное видео. «Их выступления во многом зависят от того, что происходит в данный момент в данное время. Поэтому, если они удлинят какую-либо песню на 5 минут, лучше пустить видео по кругу, чем сидеть с чёрными экранами». За время турне для экранов был смонтирован новый видеоконтент.
Технический персонал в количестве 180 человек путешествовал на 12 автобусах и чартерном самолёте, известном как Zoo Plane. Для американских концертов 52 грузовика перевозили 1089 тонн оборудования, 4,8 км проводов, 12 подъёмников и 36-тонный кран. Звуковое оборудование мощностью в 1 миллион ватт весило 27 тонн. Сцена стоимостью в 1 миллион долларов возводилась за 40 часов с помощью 200 местных рабочих.

### Схема тура и продажа билетов
Репетиции выступлений начались в декабре 1991 года в Дублине. Группа рассматривала вариант с наймом дополнительных музыкантов, но не смогла уйти от привычки играть вчетвером. В отличие от предыдущих концертных туров, которые начинались одновременно с выходом альбома, Zoo TV стартовал спустя четыре месяца после выхода Achtung Baby — таким образом группа давала поклонникам время на более плотное знакомство с альбомом. К моменту открытия тура уже было продано 3 миллиона копий в США и 7 миллионов по всему миру. Первые два этапа Zoo TV (32 шоу в Северной Америке и 25 в Европе) проходили на закрытых площадках. U2 ежегодно выступали в Северной Америке вплоть до 1987 года; к моменту старта Zoo TV перерыв в гастролях по американской земле составлял 4 года. Билеты стартового концерта во Флориде были проданы по телефону за 4 минуты; количество заказов превысило количество билетов в 10 раз. Чтобы избежать беспорядков, U2 старались не продавать билеты в театральных кассах как можно дольше, отдавая предпочтение заказам через телефон. В нескольких городах от наплыва покупателей телефонные сети оказались перегружены; Лос-Анджелесская телефонная компания зафиксировала 54 миллиона звонков за 4 часа, а телефонная линия в Бостоне была отключена.
В Европе о поступлении билетов в продажу объявляли лишь в самый последний момент, по радио; в целях безопасности в одни руки продавалось не более 2 билетов. Однако из-за издержек производства и относительно небольших концертных площадок европейская часть тура оказалась убыточной. Пол Магиннесс планировал крупные выступления в Берлине, Турине, Варшаве и Вене, однако окупился лишь Венский концерт. И «Outside Broadcast» второй половины 1992 года, и европейский тур 1993 года («Zooropa») были запланированы экспериментально и зависели от успеха выступлений на крупных аренах. Помимо того, что выступления на стадионах были целями прагматическими, U2 также рассмотрели здесь и вызов творческого характера, воображая, что с такими площадками сделали бы Сальвадор Дали или Энди Уорхолл. Репетиции для «Outside Broadcast» начались в городе Херши, Пенсильвания, в начале августе 1992 года; публичные репетиции прошли 7 августа. Был выявлен ряд технических проблем, требовавших скорого решения. За шесть дней до официального старта «Outside Broadcast» на стадионе Giants Stadium в Нью-Джерси концерт был перенесён на день из-за трудностей в сборке конструкций и разрушения самого большого экрана из-за бури. К моменту первого концерта этапа «Outside Broadcast» в США было продано около 4 миллионов копий Achtung Baby. Билеты на следующий этап тура поступили в продажу в ноябре 1992 года. «Zooropa», стартовавшая в мае 1993 года, стала первым стадионным туром U2 в Европе, в ходе которого группа выступала в прежде недоступных ей местах. Расписание этапа «Zoomerang» дало группе больше выходных, но при этом усилило истощённость и нервозность, проявлявшиеся ближе к концу тура.
Хотя тур значится проспонсированным MTV, U2 отклонили явное корпоративное спонсорство; участники группы (и особенно Ларри Маллен-младший) не были уверены в том, что тур окупится. Ежедневная стоимость Zoo TV составляла 125 тыс. долларов, независимо от того, проводилось ли шоу в этот день или нет. Попытка уговорить Philips пожертвовать видеооборудованием в пользу группы оказалась безуспешной. Чтобы оплатить тяжёлые расходы тихоокеанских шоу, U2 запрашивали большие гарантии у местных промоутеров, не разделяя финансовое бремя, как это делалось в прошлом, что, в свою очередь, приводило к не способствовавшему аншлагам увеличению цен на билеты. Прибыль от наиболее раскупленных шоу составляла 4—5 %.

## Шоу
«Zoo TV… было состоянием души. Оно постоянно изменялось, принимая новые идеи. Мы сознательно изменяли его для каждого уголка земного шара.»
Перед выступлением U2 звучала музыка, включаемая специальным диджеем. Для концертов 1992 года с этой ролью справлялся ирландский журналист и радиоведущий Би-Пи Фэлон. Первоначально нанятый для описания Zoo TV, он воспроизводил музыку, сидя в «трабанте» на Б-сцене. Его официальная должность звучала как «Guru, Viber and DJ». Также он заведовал Zoo Radio, которое передавало лучшие концертные выступления, аудиоприколы и несерьёзные интервью с участниками U2 и группами разогрева. По итогам тура Фэлон выпустил книгу U2 Faraway So Close.
Позже Фэлона сменил Пол Окенфолд, к концу десятилетия ставший одним из самых видных клубных диджеев в мире.
Начиная с 24 мая 1992 года, последней песней перед тем, как темнело и U2 появлялись на сцене, была «Television, the Drug of the Nation» хип-хоп-группы The Disposable Heroes of Hiphoprisy, дающая характеристику СМИ и затрагивавшая основную тематику тура. Сами The Disposable Heroes of Hiphoprisy были одной из групп разогрева в «Outside Broadcast».
После «Television» включались аудио- и видеоисточники. В этапе «Outside Broadcast» транслировалось видео авторства Emergency Broadcast Network, в котором президент США Джордж Буш-старший артикулировал песню группы Queen «We Will Rock You». Видео 1993 года представляло собой кадры из фильмов Лени Рифеншталь «Триумф воли» и «Олимпия», перемешанные с кадрами новостей и войн.
Концерт открывался идущими подряд шестью или восемью песнями с Achtung Baby, символизировавшими, что это уже не U2 1980-х. Под открывающую композицию «Zoo Station» Боно выходил на сцену в сценическом образе The Fly, появляясь на фоне огромного экрана, передающего «снег». Затем следовала «The Fly»; в это время мониторы показывали хаотический набор текстовых фраз и афоризмов, например: «Религия — это клуб», «Вкус — враг искусства», «Невежество — счастье», «Молчание — смерть», «Больше смотрите телевизор», «Всё, что вы знаете — неверно», «Верьте лжи» (англ. «Believe»). Во время первой недели тура информационные агентства ошибочно утверждали, что среди мелькавших фраз была показана «Бомбите Японию немедленно» («Bomb Japan now»), вынудив группу выступить с официальным опровержением. Перед «Even Better Than the Real Thing» Боно вместе со зрителями переключал телеканалы, комментируя увиденное; во время исполнения песни на экране отображались случайные телевизионные кадры, а Боно снимал себя и коллег ручной видеокамерой.

«Zoo Station» это 4 минуты телевидения, не настроенного на какую-то определённую волну, но демонстрирующего и помехи, и почти ТВ-картинку. «The Fly» — информационный крах: текст, различные высказывания, банальные фразы, трюизмы, оксюмороны и т. д., мельтешащие на высокой скорости, так что невозможно ничего прочитать. «Even Better Than the Real Thing» — это всё, что витает в стратосфере: картинки со спутникового телевидения, погода, телемагазины, циркониевые кольца, религиозные каналы, мыльные оперы…— Эдж, интервью Zoo Radio
Во время «Mysterious Ways» на сцене появлялась танцовщица, исполнявшая танец живота; во время малых шоу 1992 года танцовщицей была уроженка Флориды Кристина Педро; начиная с «Outside Broadcast», эстафету приняла хореограф тура Морли Штейнберг (англ. Morleigh Steinberg). «One» сопровождалась трансляцией этого слова, переведённого на различные языки, и съёмкой бегущих буйволов, трансформировавшейся в фотографию Дэвида Войнаровича «Падающие буйволы». Во время «Until the End of the World» Боно часто играл с камерой, целуя объектив и затем направляя его себе в промежность, тем самым создавая резкий контраст с самим собой периода семидесятых-восьмидесятых. Начиная с тура «Outside Broadcast», за «Until the End of the World» U2 исполняли «New Year's Day». Во время исполнения «Tryin’ to Throw Your Arms Around the World» Боно вытаскивал на сцену девушку из толпы и танцевал с ней (подобный трюк совершался и в предыдущих турах), затем давал ей в руки видеокамеру, открывал бутылку шампанского и разбрызгивал содержимое на неё и на зрителей. После этого Ларри Маллен-младший иногда сольно исполнял ирландскую народную песню («Dirty Old Town», «Whiskey in the Jar» или «The Wild Rover»).
Композиции с Achtung Baby звучали довольно близко к оригиналу;
однако, поскольку звуковой материал с этого альбома сложен и многослоен, большинство песен сопровождались закулисным исполнением либо использованием секвенсоров для партий перкуссии, клавишных или гитары.
U2 впервые столкнулись с потребностью синхронизации концерта с видео- и аудиоматериалом, упорядочившими всё выступление. Эта практика продолжилась и в их последующих турах.

### Середина
В середине концерта U2 переходили на Б-сцену (Zoo TV является одним из первых крупномасштабных туров, на которых появилась данная конструкция), представлявшую собой «антидот к Zoo TV». На ней группа исполняла более спокойные песни, такие как «Angel of Harlem», «When Love Comes to Town», «All I Want Is You», «Stay (Faraway, So Close!)» или «Satellite of Love» Лу Рида, при исполнении которой на экране появлялся сам автор и аккомпанировал группе.
После Б-сцены U2 часто исполняли «Bad», впоследствии заменённую на «Dirty Day». Затем следовали «Bullet the Blue Sky» и «Running to Stand Still», для исполнения которых Боно надевал военную кепку, жилет с надписью «ZOO» и беспроводной микрофон. Во время «Bullet the Blue Sky», мрачное вступление которой резко обрывало спокойную атмосферу, созданную предыдущими песнями, экраны показывали горящие кресты и свастики. А в «Running to Stand Still» Боно имитировал действия наркомана, закатывая рукав и вонзая в руку воображаемую иглу во время кульминации.
Стадион покрывал красно-жёлтый дым, а группа воссоединялась на главной сцене.
«Where the Streets Have No Name» сопровождалась видео U2 в пустыне во время фотосессии к альбому The Joshua Tree.
Первое отделение заканчивалось «Pride (In the Name of Love)» и фрагментом знаменитой речи Мартина Лютера Кинга «Я побывал на вершине горы». Иногда в качестве закрывающей выступала акустическая версия «I Still Haven’t Found What I’m Looking For».
Первоначально группа не была уверена в том, что переход от иронии и ненатуральности в последующей части шоу к чему-то более искреннему будет оправданным, но считала важным продемонстрировать, что определённые идеалы настолько фундаментальны и верны, что смогут существовать независимо от обстоятельств.

### Энкор
Начиная с «Outside Broadcast», во время перерыва экраны транслировали видео с так называемой «будки откровений» («zoo confession»). До концерта любой желающий мог войти в эту будку и сказать всё, что ему вздумается. Эти «откровения» варьировались от обнажившей грудь женщины до человека, признавшегося в убийстве друга в автопроисшествии. Впоследствии эти трансляции заменила нарезка видео, среди которых была и пародия на советскую пропаганду: в телевизоре появлялся «грустный космонавт», забытый на орбите вследствие развала Советского Союза, и исполнял фрагмент из «Дубинушки».
Во втором отделении Боно превращался в своё альтер эго Mirror Ball Man (1992 год) или MacPhisto (1993 год). «Desire» (в отличие от оригинала исполняемая с чрезмерным wah-wah-эффектом) сопровождалась изображениями Ричарда Никсона, Маргарет Тэтчер, Пола Гаскойна и Джимми Сваггарта как воплощений жадности, а на стадион падали денежные купюры. Позже «Desire» была заменена на «Daddy’s Gonna Pay for Your Crashed Car».
Затем обычно следовали телефонные розыгрыши от лица персонажа. Фигурировали: вызов такси, секс по телефону, звонок местному политику, а в Детройте был сделан заказ пиццы на 10 000 персон, которую доставили прямо на стадион. Боно часто звонил в Белый Дом президенту Бушу-старшему, и, хотя он так и не дозвонился, Буш признал факт звонков на одной из пресс-конференций.
Далее следовали «Ultraviolet (Light My Way)» и «With or Without You» (впоследствии — «Lemon» и «With or Without You»).
Закрывался концерт «Love Is Blindness». Начиная с североамериканских концертов 1992 года, Боно переходил на фальцет и исполнял «Can't Help Falling in Love» (долгое время завершавшую концерты Элвиса Пресли) и, обыгрывая традиционную фразу концертмейстера, говорил: «Элвис всё ещё в здании» («Elvis is still in the building»). Обе композиции исполнялись в спокойном, созерцательном ключе, контрастируя с динамическим и агрессивным открытием шоу. Также группа планировала закрывать концерты фанатским исполнением «40», венчавшей их концерты в предыдущих турах.
Ночь завершалась фразой, показываемой на экранах: «Спасибо за шопинг на Zoo TV» («Thanks for shopping at Zoo TV»).

### Гости
11 июня 1992 года на концерте в Стокгольме на сцене появились Бенни Андерссон и Бьорн Ульвеус из группы ABBA и вместе с U2 исполнили «Dancing Queen». 19 июня 1992 года на концерте в Манчестере U2 вместе с Kraftwerk, Public Enemy и Big Audio Dynamite исполнили «Stop Sellafield» в знак протеста против запуска второго ядерного реактора в Селлафилде. В тот же день группа участвовала в демонстрации, организованной Гринпис, в ходе которой протестующие высадились на пляж на резиновых лодках и развернули 700 плакатов в сторону СМИ.
На первом концерте этапа «Outside Broadcast» 12 августа 1992 года U2 исполнили «Satellite of Love» вместе с Лу Ридом, делая акцент на разницу вокалов Боно и Рида. Боно подтвердил влияние певца на группу: «Каждая песня, которую мы написали, сворована у Лу Рида». В последующих шоу при исполнении «Satellite of Love» на экранах возникала видеозапись Рида, создавая виртуальный дуэт.
11 августа 1993 года во время концерта на стадионе Уэмбли в Лондоне на сцене появился писатель Салман Рушди — появился, несмотря на грозившую ему опасность из-за вынесенной ему смертельной фетвы за роман «Сатанинские стихи». Рушди заметил MacPhisto, что «настоящие дьяволы не носят рожки».

«Во время тура Zoo TV Боно звал со сцены Салмана Рушди каждую ночь. Когда мы выступали на Уэмбли, Салман вышел, и стадион взорвался. По лицу Ларри можно было понять, что мы не ожидали его. Впоследствии Салман стал нашим частым гостем. У него был доступ за кулисы, и он пользовался им максимально часто. Как человека, который должен быть в бегах, было удивительно видеть его рядом».— Адам Клэйтон, интервью журналу Q, 2010 год
Среди гостей тура были Эксл Роуз, исполнявший «Knockin’ on Heaven’s Door», и Майкл Стайп, исполнявший «One».

## Персонажи
«На всём протяжении 80-х мы были самими собой и в конце концов облажались. Вот почему появилось Zoo TV. Мы решили подурачиться, став другими или, по крайней мере, другими версиями самих себя».
К началу 90-х годов за U2 закрепилась репутация серьёзной и самоуверенной группы, что служило поводом для насмешек. По словам Эджа, группа была всерьёз озабочена перспективой разрушения с последующим рестартом. U2 рассматривали юмор как верный ответ на негативную оценку и, не изменив свой посыл, изменились сами.
По ходу Zoo TV Tour публика могла наблюдать образы The Fly, Mirror Ball Man и MacPhisto. Кроме того, во время исполнения «Bullet the Blue Sky» и «Running to Stand Still» Боно появлялся в военной кепке и жилете (с надписью «ZOO») и надевал беспроводной микрофон. По его словам, этот образ разглагольствовал и бредил так, словно был участником Войны во Вьетнаме.

### The Fly
Образ The Fly начался с огромных солнцезащитных очков Боно, данных ему менеджером по костюмам, чтобы скрасить обстановку в студии. Боно придумал его во время сочинения одноимённой песни. Слова к «The Fly», идущие в виде цепочки афоризмов, написаны от лица персонажа. Со временем The Fly развился до затянутого в блестящую кожу эгоиста, чей прикид составляют очки Лу Рида, куртка Элвиса Пресли и штаны Джима Моррисона. Чтобы соответствовать стилю персонажа, Боно перекрасил каштановые волосы в чёрный цвет.
The Fly открывал каждый концерт Zoo TV и держался до его середины. В отличие от самого же себя периода 80-х, Боно балансировал по сцене самодовольно и развязно, как эгоцентричная рок-звезда, заявляя, что ему «разрешили быть эгоистом». Он оставался в образе и вдали от сцены, например, в отелях или при появлении на публике. Боно отмечал, что этот эксцентричный персонаж мог рассуждать о таких вещах, о которых не мог говорить он сам, и что он наделён гораздо большей свободой слова.

### Mirror Ball Man
Персонаж был навеян образом Филипа Дэвида Оукса в его туре 1970 года и является интерпретацией персонажа из текста «Desire», высмеивая жадных телепроповедников, шоуменов и торговцев, выкрикивая в их манере собственные убеждения и предпочтения: «I believe in you! I believe for you! I have a vision! Television! Television!» (рус. «Я верю в вас! Я верю для вас! У меня было видение! Телевидение! Телевидение!»). Боно появлялся на сцене в костюме из серебряного ламе с соответствующими ботинками и ковбойской шляпой и говорил с сильным южноамериканским акцентом. Он охарактеризовал персонажа как «олицетворение развлекательной Америки. У него достаточно самовлюблённости, чтобы целовать собственное отражение. Он любит деньги и расценивает свою успешность как Божье благословение. Он нажил целое состояние и не может ошибаться по определению».
Mirror Ball Man появлялся в энкоре и часто совершал звонки в Белый Дом, пытаясь поговорить с президентом США Джорджем Бушем-старшим. По словам Боно, телефонный оператор «была очень удивлена тем фактом, что мы звонили ей каждую ночь — хотя старалась этого не показывать<…> Мы делали повседневные технологии частью нашей художественной постановки. Когда вы понимаете, насколько могущественным может быть простой предмет, это даёт острые ощущения».
Mirror Ball Man использовался в первых трёх этапах тура; в 1993 году он был заменён MacPhisto.

### MacPhisto
Mr.MacPhisto (первоначально носивший имя «Mr. Gold», впоследствии назван в честь Мефистофеля из трагедии Гёте «Фауст») был задуман как пародия на дьявола. Вдохновением для образа MacPhisto послужил мюзикл «The Black Rider». Он облачён в золотой костюм с золотыми туфлями на платформе; у него выбелено лицо, подкрашены губы, а на голове красуются красные рога. От лица Мак-Фисто Боно разговаривал как плохой актёр, старательно воспроизводящий английский акцент.
Персонаж был создан для европейского турне с целью замены ориентированного на американскую публику Mirror Ball Man. Первая репетиция образа произошла лишь в ночь перед первым концертом в 1993 году. «Мы придумывали типичного английского дьявола, своего рода старомодную угасшую поп-звезду, вернувшуюся из Лас-Вегаса и потчующую любого историями о былых временах».
Боно в лице MacPhisto продолжал делать телефонные звонки, однако теперь его цели менялись с каждым концертом. Чаще всего это были местные политики, которых Боно хотел подразнить, ведя с ними разговор от лица дьявола. Он очень любил эти звонки, замечая: «Когда вы одеты как дьявол, ваша беседа становится весьма значимой, и если вы говорите собеседнику, что вам нравится что-то, что он делает, вы понимаете, что это не выглядит как комплимент». Эдж замечал: «Этот образ был отличным способом выражения собеседнику своей точки зрения. Это происходило легко и с юмором». На концерте в Кардиффе Боно, отвечая поклоннице на вопрос, почему он одевается как дьявол, сравнил свой образ с фабулой повести Клайва Льюиса «Письма Баламута».

## Запись альбома Zooropa
Во время продолжительного перерыва между третьим и четвёртым этапами тура, с февраля по май 1993 года, U2 записывали новый материал. Первоначально запланированный дополнительный EP к Achtung Baby вылился в полноценный альбом Zooropa. Он не был закончен на момент начала четвёртого этапа, и в течение первого месяца после начала этапа «Zooropa» группа после концерта улетала домой и записывала альбом до раннего утра (работая и в выходные дни), и только потом отправлялась в следующий город. Клэйтон описал такой подход к записи как «самое ненормальное, что только можно делать с собой», а Маллен посчитал, что «это было безумно, но безумно хорошо, в противоположность безумному плохо». Макгиннесс констатировал, что группа почти разрушила себя.
Zooropa вышел 5 июля 1993 года. Выполненный в гармонии с главными темами Zoo TV — современные технологии и медиабарьер — альбом стилистически стал ещё большим отступлением от прошлого, чем Achtung Baby, включая элементы альтернативной танцевальной музыки и электронные эффекты. Многие композиции были включены в программу туров «Zooropa» и «Zoomerang». Наиболее часто исполнялись «Numb» и «Stay (Faraway, So Close!)». «Zooropa», «Babyface», «The First Time», «Dirty Day» исполнялись в середине, а «Daddy’s Gonna Pay For Your Crashed Car» и «Lemon» — в энкоре в туре «Zoomerang».

## Спутниковая связь с Сараево
В 1993 году в ходе тура «Zooropa» U2 заинтересовались неоднозначной политической ситуацией в посткоммунистической Европе и всплеском радикального национализма. Перед концертом в Вероне 3 июля 1993 года U2 встретились с американским сотрудником гуманитарных служб в Сараево Bill Carter для совместного интервью боснийскому радио. Картер видел интервью U2 телеканалу MTV, в котором Боно говорил, что целью тура «Zooropa» является объединение всей Европы, и попросил U2 отправиться в осаждённый Сараево, чтобы привлечь внимание к конфликту. Боно хотел отправиться туда, но Макгиннесс посчитал, что группа и зрители будут хорошей мишенью для сербских войск, а концертный график окончательно помешал этому желанию. Вместо этого группа согласилась использовать концертное оборудование для видеосвязи с Картером в Сараево.
Картер возвратился в Сараево и стал собирать видеоточку, а группа отправила в город спутниковую антенну и заплатила 100 тыс. фунтов, чтобы присоединиться к Европейскому вещательному союзу. Первое соединение произошло 17 июля в Болонье, Италия. Для связи Картеру и двум его помощникам требовалось достигнуть Сараевской телевизионной станции, а для этого приходилось пересекать Sniper Alley и использовать как можно меньше света, чтобы избежать внимания снайперов. В течение месяца этот трюк был повторен 10 раз. Картер сообщал об ухудшающейся ситуации в городе, а боснийцы говорили с U2 и их аудиторией. Эти мрачные интервью контрастировали со всем шоу, а группа не имела понятия, что следует говорить и делать. Во время концерта 11 августа 1993 года на стадионе Уэмбли три женщины по спутнику сказали Боно: «Мы знаем, что вы ничего не будете для нас делать. Вы собираетесь вернуться к рок-концерту и забыть о нашем существовании. А мы все умрём». Связь с Сараево прекратили в августе 1993 года, после того как стало известно, что осаду освещают британские газеты. Хотя это происходило и до первого соединения, действия U2 косвенно привлекли внимание фанатов, а вместе с ними и британскую общественность.
Реакция СМИ на трансляции из Сараево была самая разная, вызывая споры на тему допустимости соединения развлечения с человеческой трагедией. Эдж говорил, что спутниковые интервью напоминали «резкое прерывание, которое не особо приветствовалось аудиторией. Вас выдирали с рок-концерта и давали сильнодействующую дозу действительности, и было действительно тяжело, понаблюдав 5—10 минут за человеческим страданием, возвращаться к чему-то фривольному вроде шоу». Маллен волновался, что группа эксплуатировала страдания боснийцев для банального развлечения. В 2002 году он признался, что не может «припомнить что-то более мучительное, чем те сараевские подключения. Аудитория реагировала в стиле „Что, блин, делают эти парни?“. Но я горд быть частью группы, которая пыталась сделать хоть что-то».
U2 поклялись, что когда-нибудь выступят в Сараево, и выполнили это обязательство, дав концерт в 1997 году в рамках PopMart Tour. Некоторые из близкого окружения U2 (например, Брайан Ино) присоединились к благотворительной организации War Child. Писатель Билл Флэнаган считает, что трансляции из Сараево помогли Боно добиться одной из целей Zoo TV — «показать непристойность праздного щёлканья каналов с войны на CNN на видеоклипы MTV».

## Трансляции выступлений
9 сентября 1992 года часть выступления U2 в Понтиак Сильвердом транслировалась в прямом эфире на Церемонии MTV VMA 1992. Концерты в Торонто, Далласе, Темпе, Нью-Йорке транслировались по Zoo Radio. Фрагменты с концертов 1992 года были смонтированы телекомпанией Fox Broadcasting Company в часовой фильм, показанный в День благодарения. Некоторые шоу (например, концерт 11 июня 1992 года в Стокгольме или 27 октября 1992 года в Эль-Пасо) транслировались прямо в дома счастливых фанатов, выигравших специальный конкурс.

## Оценка

### Мнение критиков
Самые первые обзоры описывали драматическую перемену, произошедшую с U2. Многие рецензии были положительными; в San Francisco Chronicle похвалили группу за добавленные к музыке спецэффекты: «Эффекты, подчас весьма сюрреалистические, дополняют песни, не наоборот. Этот великолепный мультимедийный продукт может стать кульминацией в истории проведения рок-концертов». Журналист USA Today написал, что «U2 рассеяли о себе все мифы», и охарактеризовала увиденное как «странный и декадентский концерт визуально-сверкающей и предприимчивой музыки». Билл Грэм из Hot Press отмечал, что «U2 не столько пользуются трюками по книге, сколько создают совершенно новый стиль в искусстве рок-представления». Для Грэма тур рассеял все сомнения о группе — и особенно о Боно — после их перерождения с Achtung Baby. Вместе с тем он посчитал, что стадионный масштаб тура привёл к большей предсказуемости и меньшему контакту с аудиторией.
Другие критики указывали на весь абсурд задумки Zoo TV. В Asbury Park Press посчитали, что «ряд песен с Achtung Baby в начале шоу заставляет забыть о прошлом группы» и «всё, что вы знали о U2 пару лет назад, теперь является неверным». Критик The Star-Ledger посчитал, что U2 просчитались с видеовставками в ущерб музыке и что особенно в начале концерта «каждый воспринимал музыку лишь в качестве саундтрека к реальному „шоу“». В результате группа растеряла тот мистицизм и страсть, который поднял их на вершину, уйдя в стиль музыкальных видео. Обозреватель The New York Times признал, что U2 попытались сломать свою серьёзность и выглядят «значительно лучше», став «моднее и забавнее», но подчеркнул, что группа «хочет быть хитрой и искренней одновременно — а это не так просто — и всё ещё не добилась в этом успеха».
Стадионные шоу получили более последовательную похвалу, чем предшествующие им выступления на более скромных площадках. Критики отмечали, что, в то время как сет-лист оставался большей частью прежним, увеличение размера концертных площадок пошло туру на пользу.
В New York Daily News было отмечено, что «сцена напоминает город, сделанный из телевизоров — электронную Страну Оз» и что «видео использовалось не просто в качестве отвлечения (как это было со многими артистами), но и как символ истинного тщеславия». В USA Today также сделали сравнение со страной Оз, отмечая, что «несмотря на то, что группа чересчур увлеклась оформлением, их безрассудная музыкальность всё ещё имеет место», и пришли к заключению, что U2 «поставили блестящий смертельный номер», насмехаясь и используя клише рок-музыки — вывод, также сделанный дизайнером сцены Zoo TV Вилли Уильямсом. В Los Angeles Times посчитали, что «Zoo TV — критерий, по которому будут мерить все стадионные шоу». В Rolling Stone отметили, что «группа вернула себе критическое и коммерческое расположение, реализовав устойчивый баланс между дешёвым кайфом от рока и собственным моральным посылом» и похвалили группу за переустройство. Многие критики называли тур «постмодернистским» и «ироничным». Журналисты Rolling Stone, составляя статью о наиболее значимых событиях в музыке за 1992 год, назвали U2 лучшей группой, а Zoo TV удостоился одновременно титулов «Лучший тур» и «Худший тур».
Журналист из The Independent так описал тур «Zooropa»: «Я стал свидетелем самой изощрённой встречи технического колдовства и священного заклинания». В The Irish Times также высказались восторженно: «Если этим шоу будут измеряться все рок-шапито, тогда — Боже, помоги будущим музыкантам», — и отметили, что участники группы, в особенности Боно, продемонстрировали «стиль, жар и самоуверенность». В Billboard писали: «Сейчас никто не танцует на краях противоречий рок-н-ролла так же эффектно, как U2».
У Zoo TV были и гонители, например, NME, где тур назвали «двухчасовым постмодернистским горшком дурной рекламы от политически-наивных, культурно-незрелых типов с претензией на тонкий вкус».

### Мнение фанатов
Ни сама группа, ни музыкальные эксперты не брались гадать, как воспримут тур поклонники U2. В первые недели после старта Zoo TV Tour Боно говорил: «Это шоу как катание на американских горках, и многие люди захотят сойти, я в этом уверен». Он надеялся, что преданные фанаты последуют за ними, но оговаривал, что у него нет желания сопротивляться известности и гламуру: «О, это же классно — быть поглощённым показухой. Где бы вы были без показухи?.. Вы не сможете плыть против течения всё время, иначе фанфары не прогремят». Некоторые серьёзно настроенные фанаты, особенно в США, расценили тур как явный признак ухода группы в коммерцию; другие, в соответствии с VH1's Legends, решили, что «U2 уже не те, а Боно стал эгоистом». Многие верующие поклонники были оскорблены выходками группы и решили, что те оставили веру.
К заключительным этапам тура поклонники уже знали, чего им ожидать; в The New York Times отметили, что призывы Боно больше никогда не хлопать рок-звёздам встречались просто идолопоклонническими аплодисментами и что идеи тура касательно скептицизма, вероятно, были фанатами упущены: «Не важно, что Боно говорит, — они верят ему в любом случае». В опросе читателей журнала Q по итогам 1992 года U2 были признаны «Лучшей концертной группой». В опросе, проведённом журналом Rolling Stone, U2 одержали почти абсолютную победу — «Лучшая группа», «Лучший тур», «Самый сексуальный исполнитель» — это подтвердило, что для читателей U2 были «самой главной группой в мире».

### Коммерческий успех
В первой части тура U2 продали 528 763 билета на 32 шоу и заработали 13 215 414 долларов. За 73 североамериканских шоу было заработано 67 млн долларов — самый крупный заработок среди гастролирующих музыкантов в 1992 году и третий в истории гастролей по Северной Америке (Zoo TV уступил The Rolling Stones «Steel Wheels/Urban Jungle Tour» 1989 года и New Kids on the Block «The Magic Summer Tour» 1990 года). Общее количество проданных билетов в Америке и Европе за весь 1992 год составило 2,9 млн. В 1993 году, в период между 9 мая и 28 августа, было продано 2,1 млн билетов на 43 шоу. Всего Zoo TV посетило 5,3 миллиона человек.
При этом следует учитывать, что тур требовал огромных финансовых затрат и процент чистой прибыли был невелик. Пол Макгиннесс: «Мы заработали 30 млн долларов на продаже футболок. Без этого мы бы протянули ноги». Боно позже говорил: «Когда мы создали Zoo TV, мы были как никогда близки к банкротству, и, если бы процент посещений был ниже хотя бы на 5 %, мы бы обанкротились. Даже при всём нашем безрассудном и фатальном взгляде на материальные вопросы это было пугающе».

## Наследие
«Я думаю, он обогатил всех нас. После этого мы стали другой группой».
Во время Zoo TV Tour U2 приняли образ «рок-звёзд», от которого они ранее открещивались. Тур привлёк внимание многих знаменитостей, включая даже кандидата в президенты США Билла Клинтона. Приятельские отношения Боно с моделью Кристи Тарлингтон и романтические отношения Адама Клейтона с моделью Наоми Кэмпбелл сделали их объектами пристального внимания таблоидов. От Эджа ушла жена, и он начал встречаться с участвующей в туре исполнительницей танца живота Морли Штейнберг, в 2002 году пара поженилась. К этапу «Zoomerang» отношения Клейтона с Кэмпбелл начали разрушаться, и он часто пил. После неявки на концерт 26 ноября 1993 года в Сиднее Клейтон завязал с алкоголем. Инцидент усилил напряжение между членами группы в заключительные недели тура.
Участие The Pixies в качестве группы разогрева вызвало разногласия, которые частично привели к её распаду. В июле 1992 года журнал Spin напечатал скандальную статью «U2 On Tour: The Story They Didn’t Want You to Read», написанной Джеймсом Гриером, сопровождавшим тур первые недели вместе со своей подругой (как оказалось впоследствии — басисткой The Pixies Ким Дил). Статья критиковала U2 за недостаточное внимание к The Pixies. Обе группы (особенно вокалиста The Pixies Блэка Фрэнсиса) возмутила статья и поступок Дил. В 1993 году Фрэнсис объявил о распаде группы.
Двухлетние гастроли (на тот момент — самые протяжённые для U2) истощили группу. По завершении тура группа взяла продолжительный отпуск. Маллен и Клейтон отправились на Манхэттен развивать свои музыкальные навыки. Эдж и Боно провели большую часть 1994 года в своих резиденциях во Франции. Хотя персонаж «The Fly» ушёл в прошлое, Боно не оставил привычки носить тонированные очки. Очки стали торговой маркой певца в его музыкальной и активисткой деятельности Вместе с тем, в 2014 году Боно признался, что продолжил носить очки в связи с развитием глаукомы.
«The Fly» и «MacPhisto» появились в анимационном видеоклипе на песню «Hold Me, Thrill Me, Kiss Me, Kill Me», вошедшую в саундтрек фильма «Бэтмен навсегда». Авторы видео считали, что «видео подвело итог Zoo TV и изменениям, которые произошли [с U2]». Режиссёр фильма Джоэл Шумахер предложил Боно принять участие в фильме от лица MacPhisto, но позже обе стороны отказались от этой идеи.
Когда Zoo TV подошёл к концу, группа начала обсуждение проекта создания телеканала Zoo TV в сотрудничестве с MTV. Эта идея не осуществилась, однако в 1997 году MTV запустил мини-сериал Zoo-TV при участии Emergency Broadcast Network. U2 описали этот проект как попытку представить, как выглядел бы тур в формате журнала новостей, однако их роль была ограничена частичным финансированием проекта и предоставлением ауттейков с альбома Zooropa. Журнал Wired описал сериал как «переход за грань не только коммерческого, но и адекватного телевидения».
Последующий тур, PopMart, был выдержан в стиле Zoo TV; на этот раз мишенью стал консьюмеризм. Пол Магиннесс сообщил, что «группа хочет превзойти Zoo TV», и соответственно, U2 окончательно отдалились от традиционного выступления на сцене. Оформление PopMart Tour включало 46-метровый светодиодный экран, 30-метровую золотую арку и огромный лимон, использовавшийся как дискотечный шар. И, хотя критики отнеслись к PopMart гораздо более прохладно, в 2009 году Боно признался, что считает PopMart их лучшим туром.
Во время Vertigo Tour 2005 года во второй половине выступления U2 исполняли связку из «Zoo Station», «The Fly» и «Mysterious Ways», используя при этом тематические видеоэффекты. В 2011 году, в преддверии юбилея альбома Achtung Baby, U2 вернули в сет-лист некоторые композиции эры Zoo TV. В 2018 году, в туре «Experience + Innocence», Боно вернул персонажа Макфисто, используя фильтр дополненной реальности на своём лице; Макфисто комментировал актуальные социальные и политические события (включая, например, Марш «Объединённых правых»), замечая в конце: «Если вы не верите, что я существую — значит, я хорошо делаю свою работу».
Критики оценивают Zoo TV Tour как один из самых незабываемых концертных туров. Гай Гарсиа из Time описал шоу как «самое зажигательное рок-шоу из всех существовавших». В 1997 году Роберт Хиллбурн написал, что «вполне уместно считать его Сержантом Пеппером среди рок-туров». Актёр Деннис Хоппер в документальном фильме A Year in Pop высказался так: «В последнее время проводились и другие туры других групп, но ни один из них не приблизился к абсолютной сенсорной перегрузке Zoo TV». Журнал Q охарактеризовал Zoo TV как «самый захватывающий рок-тур, проведённый какой-либо группой». Критик Грег Кот в 2009 году сказал, что «Zoo TV всё ещё остаётся самым весёлым и масштабным туром, проведённым за последние два десятилетия».
Журналист Pitchfork Media, составляя обзор 20-летнего переиздания Achtung Baby, резюмировал: «Даже 20 лет спустя тур стоит внимания; необычайно изобретательное событие, которое ни одна группа — даже сами U2 — не смогла передать должным образом».

## Даты выступлений
| Дата                                                    | Город                 | Страна         | Место проведения                            | Группа разогрева                                           |
| ------------------------------------------------------- | --------------------- | -------------- | ------------------------------------------- | ---------------------------------------------------------- |
| Этап 1: Северная Америка                                |                       |                |                                             |                                                            |
| 29 февраля 1992                                         | Лейкленд              | США            | Lakeland Center                             | Pixies                                                     |
| 1 марта 1992                                            | Майами                | США            | Майами-арена                                | Pixies                                                     |
| 3 марта 1992                                            | Шарлотт               | США            | Charlotte Coliseum                          | Pixies                                                     |
| 5 марта 1992                                            | Атланта               | США            | Omni Coliseum                               | Pixies                                                     |
| 7 марта 1992                                            | Хэмптон               | США            | Hampton Coliseum                            | Pixies                                                     |
| 9 марта 1992                                            | Юниондейл             | США            | Нассау Ветеранз Мемориал Колизеум           | Pixies                                                     |
| 10 марта 1992                                           | Филадельфия           | США            | Спектрум                                    | Pixies                                                     |
| 12 марта 1992                                           | Хартфорд              | США            | XL-центр                                    | Pixies                                                     |
| 13 марта 1992                                           | Вустер                | США            | DCU Center                                  | Pixies                                                     |
| 15 марта 1992                                           | Провиденс             | США            | Dunkin' Donuts Center                       | Pixies                                                     |
| 17 марта 1992                                           | Бостон                | США            | Бостон-гарден                               | Pixies                                                     |
| 18 марта 1992                                           | Ист-Ратерфорд         | США            | Айзод-центр                                 | Pixies                                                     |
| 20 марта 1992                                           | Нью-Йорк              | США            | Медисон-сквер-гарден                        | Pixies                                                     |
| 21 марта 1992                                           | Олбани                | США            | Times Union Center                          | Pixies                                                     |
| 23 марта 1992                                           | Монреаль              | Канада         | Монреаль-Форум                              | Pixies                                                     |
| 14 марта 1992                                           | Торонто               | Канада         | Мэйпл Лиф-гарденс                           | Pixies                                                     |
| 26 марта 1992                                           | Ричфилд (Огайо)       | США            | Coliseum at Richfield                       | Pixies                                                     |
| 27 марта 1992                                           | Оберн-Хиллс           | США            | Пэлас оф Оберн-Хиллс                        | Pixies                                                     |
| 30 марта 1992                                           | Миннеаполис           | США            | Таргет-центр                                | Pixies                                                     |
| 31 марта 1992                                           | Роузмонт              | США            | Олстейт-арена                               | Pixies                                                     |
| 5 апреля 1992                                           | Даллас                | США            | Reunion Arena                               | Pixies                                                     |
| 6 апреля 1992                                           | Хьюстон               | США            | Саммит                                      | Pixies                                                     |
| 7 апреля 1992                                           | Остин                 | США            | Frank Erwin Center                          | Pixies                                                     |
| 10 апреля 1992                                          | Темпе                 | США            | Wells Fargo Arena (Tempe)                   | Pixies                                                     |
| 12 апреля 1992                                          | Лос-Анджелес          | США            | Los Angeles Memorial Sports Arena           | Pixies                                                     |
| 13 апреля 1992                                          | Лос-Анджелес          | США            | Los Angeles Memorial Sports Arena           | Pixies                                                     |
| 15 апреля 1992                                          | Сан-Диего             | США            | Valley View Casino Center                   | Pixies                                                     |
| 17 апреля 1992                                          | Сакраменто            | США            | Пауэ Бэлэнс-павильон                        | Pixies                                                     |
| 18 апреля 1992                                          | Окленд                | США            | Оракл-арена                                 | Pixies                                                     |
| 20 апреля 1992                                          | Такома                | США            | Tacoma Dome                                 | Pixies                                                     |
| 21 апреля 1992                                          | Такома                | США            | Tacoma Dome                                 | Pixies                                                     |
| 23 апреля 1992                                          | Ванкувер              | Канада         | Пасифик Колизиум                            | Pixies                                                     |
| Этап 2: Европа                                          |                       |                |                                             |                                                            |
| 7 мая 1992                                              | Париж                 | Франция        | Берси                                       | The Fatima Mansions                                        |
| 9 мая 1992                                              | Гент                  | Бельгия        | Flanders Expo                               | The Fatima Mansions                                        |
| 11 мая 1992                                             | Лион                  | Франция        | Halle Tony Garnier                          | The Fatima Mansions                                        |
| 12 мая 1992                                             | Лозанна               | Швейцария      | CIG de Malley                               | The Fatima Mansions                                        |
| 14 мая 1992                                             | Сан-Себастьян         | Испания        | Velódromo de Anoeta                         | The Fatima Mansions                                        |
| 16 мая 1992                                             | Барселона             | Испания        | Палау Сант Жорди                            | The Fatima Mansions                                        |
| 18 мая 1992                                             | Барселона             | Испания        | Палау Сант Жорди                            | The Fatima Mansions                                        |
| 21 мая 1992                                             | Милан                 | Италия         | Mediolanum Forum                            | The Fatima Mansions                                        |
| 22 мая 1992                                             | Милан                 | Италия         | Mediolanum Forum                            | The Fatima Mansions                                        |
| 24 мая 1992                                             | Вена                  | Австрия        | Донауинзель                                 | The Fatima Mansions                                        |
| 25 мая 1992                                             | Мюнхен                | Германия       | Olympiahalle                                | The Fatima Mansions                                        |
| 27 мая 1992                                             | Цюрих                 | Швейцария      | Hallenstadion                               | The Fatima Mansions                                        |
| 29 мая 1992                                             | Франкфурт-на-Майне    | Германия       | Festhalle Frankfurt                         | The Fatima Mansions                                        |
| 31 мая 1992                                             | Лондон                | Великобритания | Earls Court Exhibition Centre               | The Fatima Mansions                                        |
| 1 июня 1992                                             | Бирмингем             | Великобритания | National Exhibition Centre                  | The Fatima Mansions                                        |
| 4 июня 1992                                             | Дортмунд              | Германия       | Westfalenhallen                             | The Fatima Mansions                                        |
| 5 июня 1992                                             | Дортмунд              | Германия       | Westfalenhallen                             | The Fatima Mansions                                        |
| 8 июня 1992                                             | Гётеборг              | Швеция         | Scandinavium                                | The Fatima Mansions                                        |
| 10 июня 1992                                            | Стокгольм             | Швеция         | Глобен-Арена                                | The Fatima Mansions                                        |
| 11 июня 1992                                            | Стокгольм             | Швеция         | Глобен-Арена                                | The Fatima Mansions                                        |
| 13 июня 1992                                            | Киль                  | Германия       | Sparkassen-Arena                            | The Fatima Mansions                                        |
| 15 июня 1992                                            | Роттердам             | Нидерланды     | Ahoy Rotterdam                              | The Fatima Mansions                                        |
| 17 июня 1992                                            | Шеффилд               | Великобритания | Motorpoint Arena Sheffield                  | The Fatima Mansions                                        |
| 18 июня 1992                                            | Глазго                | Великобритания | Scottish Exhibition and Conference Centre   | The Fatima Mansions                                        |
| 19 июня 1992                                            | Манчестер             | Великобритания | Manchester Central Convention Complex       | The Fatima Mansions                                        |
| Этап 3: «Outside Broadcast» (Северная Америка)          |                       |                |                                             |                                                            |
| 7 августа 1992                                          | Hershey, Pennsylvania | США            | Hersheypark Stadium                         | WNOC                                                       |
| 12 августа 1992                                         | Ист-Ратерфорд         | США            | Giants Stadium                              | Primus англ. The Disposable Heroes of Hiphoprisy           |
| 13 августа 1992                                         | Ист-Ратерфорд         | США            | Giants Stadium                              | Primus англ. The Disposable Heroes of Hiphoprisy           |
| 15 августа 1992                                         | Вашингтон             | США            | Стадион РФК                                 | Primus англ. The Disposable Heroes of Hiphoprisy           |
| 16 августа 1992                                         | Вашингтон             | США            | Стадион РФК                                 | Primus англ. The Disposable Heroes of Hiphoprisy           |
| 18 августа 1992                                         | Саратога-Спрингс      | США            | англ. Saratoga Casino and Raceway           | Primus англ. The Disposable Heroes of Hiphoprisy           |
| 20 августа 1992                                         | Фоксборо              | США            | англ. Foxboro Stadium                       | Primus англ. The Disposable Heroes of Hiphoprisy           |
| 22 августа 1992                                         | Фоксборо              | США            | англ. Foxboro Stadium                       | Primus англ. The Disposable Heroes of Hiphoprisy           |
| 23 августа 1992                                         | Фоксборо              | США            | англ. Foxboro Stadium                       | Primus англ. The Disposable Heroes of Hiphoprisy           |
| 25 августа 1992                                         | Питтсбург             | США            | англ. Three Rivers Stadium                  | Primus англ. The Disposable Heroes of Hiphoprisy           |
| 27 августа 1992                                         | Монреаль              | Канада         | Олимпийский стадион                         | Primus англ. The Disposable Heroes of Hiphoprisy           |
| 29 августа 1992                                         | Нью-Йорк              | США            | англ. Yankee Stadium (1923)                 | Primus англ. The Disposable Heroes of Hiphoprisy           |
| 30 августа 1992                                         | Нью-Йорк              | США            | англ. Yankee Stadium (1923)                 | Primus англ. The Disposable Heroes of Hiphoprisy           |
| 2 сентября 1992                                         | Филадельфия           | США            | англ. Veterans Stadium                      | Primus англ. The Disposable Heroes of Hiphoprisy           |
| 3 сентября 1992                                         | Филадельфия           | США            | англ. Veterans Stadium                      | Primus англ. The Disposable Heroes of Hiphoprisy           |
| 5 сентября 1992                                         | Торонто               | Канада         | англ. Exhibition Stadium                    | Primus англ. The Disposable Heroes of Hiphoprisy           |
| 6 сентября 1992                                         | Торонто               | Канада         | англ. Exhibition Stadium                    | Primus англ. The Disposable Heroes of Hiphoprisy           |
| 9 сентября 1992                                         | Понтиак               | США            | Сильвердоум                                 | Primus англ. The Disposable Heroes of Hiphoprisy           |
| 11 сентября 1992                                        | Ames, Iowa            | США            | англ. Jack Trice Stadium                    | Primus англ. The Disposable Heroes of Hiphoprisy           |
| 13 сентября 1992                                        | Мадисон               | США            | англ. Camp Randall Stadium                  | англ. Big Audio Dynamite II Public Enemy                   |
| 15 сентября 1992                                        | Tinley Park           | США            | англ. First Midwest Bank Amphitheatre       | англ. Big Audio Dynamite II Public Enemy                   |
| 16 сентября 1992                                        | Tinley Park           | США            | англ. First Midwest Bank Amphitheatre       | англ. Big Audio Dynamite II Public Enemy                   |
| 18 сентября 1992                                        | Tinley Park           | США            | англ. First Midwest Bank Amphitheatre       | англ. Big Audio Dynamite II Public Enemy                   |
| 20 сентября 1992                                        | Сент-Луис             | США            | англ. Busch Memorial Stadium                | англ. Big Audio Dynamite II Public Enemy                   |
| 23 сентября 1992                                        | Колумбия              | США            | англ. Williams-Brice Stadium                | англ. Big Audio Dynamite II Public Enemy                   |
| 25 сентября 1992                                        | Атланта               | США            | англ. Georgia Dome                          | англ. Big Audio Dynamite II Public Enemy                   |
| 3 октября 1992                                          | Miami Gardens         | США            | Сан Лайф-стэдиум                            | англ. Big Audio Dynamite II Public Enemy                   |
| 7 октября 1992                                          | Бирмингем             | США            | англ. Legion Field                          | англ. Big Audio Dynamite II Public Enemy                   |
| 10 октября 1992                                         | Тампа                 | США            | англ. Tampa Stadium                         | англ. Big Audio Dynamite II Public Enemy                   |
| 14 августа 1992                                         | Хьюстон               | США            | Релиант Астродом                            | англ. Big Audio Dynamite II Public Enemy                   |
| 16 октября 1992                                         | Ирвинг                | США            | англ. Texas Stadium                         | The Sugarcubes Public Enemy                                |
| 18 октября 1992                                         | Канзас-Сити           | США            | англ. Arrowhead Stadium                     | The Sugarcubes Public Enemy                                |
| 21 октября 1992                                         | Денвер                | США            | англ. Mile High Stadium                     | The Sugarcubes Public Enemy                                |
| 24 октября 1992                                         | Темпе                 | США            | англ. Sun Devil Stadium                     | The Sugarcubes Public Enemy                                |
| 27 октября 1992                                         | Эль-Пасо              | США            | англ. Sun Bowl Stadium                      | The Sugarcubes Public Enemy                                |
| 30 октября 1992                                         | Лос-Анджелес          | США            | англ. Dodger Stadium                        | The Sugarcubes Public Enemy                                |
| 31 октября 1992                                         | Лос-Анджелес          | США            | англ. Dodger Stadium                        | The Sugarcubes Public Enemy                                |
| 3 ноября 1992                                           | Ванкувер              | Канада         | Би-Си Плэйс                                 | The Sugarcubes Public Enemy                                |
| 4 ноября 1992                                           | Ванкувер              | Канада         | Би-Си Плэйс                                 | The Sugarcubes Public Enemy                                |
| 7 ноября 1992                                           | Окленд                | США            | англ. O.co Coliseum                         | The Sugarcubes Public Enemy                                |
| 10 ноября 1992                                          | Сан-Диего             | США            | англ. Qualcomm Stadium                      | The Sugarcubes Public Enemy                                |
| 12 ноября 1992                                          | англ. Whitney, Nevada | США            | англ. Sam Boyd Stadium                      | The Sugarcubes Public Enemy                                |
| 14 ноября 1992                                          | Анахайм               | США            | англ. Angel Stadium of Anaheim              | The Sugarcubes Public Enemy                                |
| 21 ноября 1992                                          | Мехико                | Мексика        | англ. Palacio de los Deportes               | Big Audio Dynamite II                                      |
| 22 ноября 1992                                          | Мехико                | Мексика        | англ. Palacio de los Deportes               | Big Audio Dynamite II                                      |
| 24 ноября 1992                                          | Мехико                | Мексика        | англ. Palacio de los Deportes               | Big Audio Dynamite II                                      |
| 25 ноября 1992                                          | Мехико                | Мексика        | англ. Palacio de los Deportes               | Big Audio Dynamite II                                      |
| Этап 4: «Zooropa» (Европа)                              |                       |                |                                             |                                                            |
| 9 мая 1993                                              | Роттердам             | Нидерланды     | Фейеноорд                                   | Utah Saints, Claw Boys Claw                                |
| 10 мая 1993                                             | Роттердам             | Нидерланды     | Фейеноорд                                   | Einstürzende Neubauten, Claw Boys Claw                     |
| 11 мая 1993                                             | Роттердам             | Нидерланды     | Фейеноорд                                   | Claw Boys Claw                                             |
| 15 мая 1993                                             | Лиссабон              | Португалия     | англ. Estádio José Alvalade (1956)          | Utah Saints                                                |
| 19 мая 1993                                             | Овьедо                | Испания        | Estadio Carlos Tartiere                     | Utah Saints, The Ramones                                   |
| 22 мая 1993                                             | Мадрид                | Испания        | Висенте Кальдерон                           | Utah Saints, The Ramones                                   |
| 26 мая 1993                                             | Нант                  | Франция        | англ. Stade de la Beaujoire                 | Urban Dance Squad, Utah Saints                             |
| 29 мая 1993                                             | англ. Werchter        | Бельгия        | Festival Grounds                            | Stereo MC’s, Urban Dance Squad                             |
| 2 июня 1993                                             | Франкфурт-на-Майне    | Германия       | Коммерцбанк-Арена                           | Stereo MCs, Die Toten Hosen                                |
| 4 июня 1993                                             | Мюнхен                | Германия       | Олимпийский стадион                         | Stereo MCs, Die Toten Hosen                                |
| 6 июня 1993                                             | Штутгарт              | Германия       | Cannstatter Wasen                           | Stereo MCs, Die Toten Hosen                                |
| 9 июня 1993                                             | Бремен                | Германия       | Везерштадион                                | Stereo MCs, Die Toten Hosen                                |
| 12 июня 1993                                            | Кёльн                 | Германия       | Рейн Энерги                                 | Stereo MCs, Die Toten Hosen                                |
| 15 июня 1993                                            | Берлин                | Германия       | Олимпийский стадион                         | Stereo MCs, Die Toten Hosen                                |
| 18 июня 1993                                            | Вроцлав               | Польша         | Зал Столетия                                | англ. An Emotional Fish, The Velvet Underground            |
| 19 июня 1993                                            | Острава               | Чехия          | ČEZ Арена                                   | Stereo MCs                                                 |
| 23 июня 1993                                            | Страсбург             | Франция        | Стад де ла Мено                             | Stereo MCs, The Velvet Underground                         |
| 26 июня 1993                                            | Париж                 | Франция        | Vincennes Racecourse                        | Belly, The Velvet Underground                              |
| 28 июня 1993                                            | Лозанна               | Швейцария      | англ. Stade Olympique de la Pontaise        | The Velvet Underground                                     |
| 30 июня 1993                                            | Базель                | Швейцария      | англ. St. Jakob Stadium                     | The Velvet Underground                                     |
| 2 июля 1993                                             | Верона                | Италия         | Маркантонио Бентегоди                       | англ. An Emotional Fish, Pearl Jam                         |
| 3 июля 1993                                             | Верона                | Италия         | Маркантонио Бентегоди                       | англ. An Emotional Fish, Pearl Jam                         |
| 6 июля 1993                                             | Рим                   | Италия         | англ. Stadio Flaminio                       | англ. An Emotional Fish, Pearl Jam                         |
| 7 июля 1993                                             | Рим                   | Италия         | англ. Stadio Flaminio                       | англ. An Emotional Fish, Pearl Jam                         |
| 9 июля 1993                                             | Неаполь               | Италия         | Сан-Паоло                                   | The Velvet Underground                                     |
| 12 июля 1993                                            | Турин                 | Италия         | Делле Альпи                                 | An Emotional Fish, Ligabue                                 |
| 14 июля 1993                                            | Марсель               | Франция        | Велодром                                    | An Emotional Fish                                          |
| 17 июля 1993                                            | Болонья               | Италия         | Ренато Далл’Ара                             | An Emotional Fish, Galliano                                |
| 18 июля 1993                                            | Болонья               | Италия         | Ренато Далл’Ара                             | An Emotional Fish, Galliano                                |
| 23 июля 1993                                            | Будапешт              | Венгрия        | Ференц Пушкаш                               | англ. Ákos Kovács                                          |
| 27 июля 1993                                            | Копенгаген            | Дания          | англ. Gentofte Stadion                      | PJ Harvey, Stereo MCs                                      |
| 29 июля 1993                                            | Осло                  | Норвегия       | англ. Valle Hovin                           | PJ Harvey, Stereo MCs                                      |
| 31 июля 1993                                            | Стокгольм             | Швеция         | Олимпийский стадион                         | PJ Harvey, Stereo MCs                                      |
| 3 августа 1993                                          | Неймеген              | Нидерланды     | англ. Goffertpark                           | PJ Harvey, Stereo MCs                                      |
| 7 августа 1993                                          | Глазго                | Великобритания | Селтик Парк                                 | Utah Saints, PJ Harvey                                     |
| 8 августа 1993                                          | Глазго                | Великобритания | Селтик Парк                                 | Utah Saints, Stereo MCs                                    |
| 11 августа 1993                                         | Лондон                | Великобритания | Уэмбли (1923)                               | PJ Harvey, Big Audio Dynamite II                           |
| 12 августа 1993                                         | Лондон                | Великобритания | Уэмбли (1923)                               | PJ Harvey, Big Audio Dynamite II                           |
| 14 августа 1993                                         | Лидс                  | Великобритания | англ. Roundhay Park                         | Marxman, Stereo MCs                                        |
| 18 августа 1993                                         | Кардифф               | Великобритания | англ. Cardiff Arms Park                     | Utah Saints, Stereo MCs                                    |
| 20 августа 1993                                         | Лондон                | Великобритания | Уэмбли (1923)                               | Utah Saints, Stereo MCs                                    |
| 21 августа 1993                                         | Лондон                | Великобритания | Уэмбли (1923)                               | Бьорк, Stereo MCs                                          |
| 24 августа 1993                                         | Корк                  | Ирландия       | англ. Páirc Uí Chaoimh                      | Engine Alley, Utah Saints                                  |
| 27 августа 1993                                         | Дублин                | Ирландия       | англ. RDS Arena                             | Marxman, The Golden Horde                                  |
| 28 августа 1993                                         | Дублин                | Ирландия       | англ. RDS Arena                             | Scary Éire, Stereo MCs                                     |
| Этап 5: «Zoomerang / New Zooland» (Австралазия, Япония) |                       |                |                                             |                                                            |
| 12 ноября 1993                                          | Мельбурн              | Австралия      | Мельбурн Крикет Граунд                      | Big Audio Dynamite II англ. Kim Salmon and the Surrealists |
| 13 ноября 1993                                          | Мельбурн              | Австралия      | Мельбурн Крикет Граунд                      | Big Audio Dynamite II англ. Kim Salmon and the Surrealists |
| 16 ноября 1993                                          | Аделаида              | Австралия      | англ. Football Park                         | Big Audio Dynamite II англ. Kim Salmon and the Surrealists |
| 20 ноября 1993                                          | Брисбен               | Австралия      | англ. Queensland Sport and Athletics Centre | Big Audio Dynamite II англ. Kim Salmon and the Surrealists |
| 26 ноября 1993                                          | Сидней                | Австралия      | Сиднейский футбольный стадион               | Big Audio Dynamite II англ. Kim Salmon and the Surrealists |
| 27 ноября 1993                                          | Сидней                | Австралия      | Сиднейский футбольный стадион               | Big Audio Dynamite II англ. Kim Salmon and the Surrealists |
| 1 декабря 1993                                          | Крайстчерч            | Новая Зеландия | англ. Lancaster Park                        | англ. The 3Ds, Big Audio Dynamite II                       |
| 4 декабря 1993                                          | Окленд                | Новая Зеландия | англ. Western Springs Stadium               | англ. The 3Ds, Big Audio Dynamite II                       |
| 9 декабря 1993                                          | Токио                 | Япония         | Токио Доум                                  | Big Audio Dynamite II                                      |
| 10 декабря 1993                                         | Токио                 | Япония         | Токио Доум                                  | Big Audio Dynamite II                                      |